# اولگا پوژویچ
اولگا پوژویچ (انگلیسی: Olga Puzhevich؛ زادهٔ ۱۷ مارس ۱۹۸۳) ژیمناست ریتمیک اهل بلاروس است.
وی در مسابقات کشوری و بین‌المللی در مجموع برندهٔ ۱ مدال نقره شده‌است.